# Alois Cafourek
Alois Cafourek (19. června 1897 Obříství – 23. dubna 1948 státní hranice u obce Debrník) byl český řezník-uzenář, který spáchal v roce 1948 sebevraždu při snaze o překročení státní hranice do Západního Německa při útěku z Československa.
Narodil se v roce 1897. Byl sedmkrát soudně trestaný. Byl ženatý, žil v Jiřicích. V březnu 1948 opustil Československo poté, co měl být stíhán kvůli prodejům na černém trhu. V Západním Německu poté pobýval v uprchlickém táboře v obci Wasseralfingen, odkud se v dubnu 1948 rozhodl odejít zpět do Československa s cílem získat v zemi zboží, které by poté mohl zpeněžit na západě. Ve večerních hodinách 23. dubna 1948 se poté vracel s nakoupeným zbožím zpět na západ, přičemž byl zpozorován příslušníky Pohraniční stráže. V momentě, kdy se sám bránil s pistolí v ruce a utíkal zpět do lesa, byl jedním z pohraničníků zasažen do levého boku. V této situaci spáchal na místě sebevraždu střelou do hlavy. Pohřben byl v Kostelci nad Labem.